# Abs (huyện)
Huyện Abs là một huyện thuộc tỉnh Hajjah, Yemen. Đến thời điểm năm 2003, huyện này có dân số 133824 người